# Quartiere consolare di Tunisi
Il quartiere consolare di Tunisi è definito come il territorio dell'attività consolare e diplomatica nella reggenza ottomana di Tunisi.

## Storia
Durante l'epoca hafside, alle nazioni europee era proibito aprire dei consolati all'interno delle mura della medina di Tunisi. Quando la città passò sotto la sovranità ottomana nel XVI secolo, i consoli furono autorizzati a insediarsi in fondouk o case consolari.
Il quartiere consolare nacque con la costruzione della prima dimora consolare all'interno delle mura, nel quartiere franco della medina, il fondouk dei Francesi, costruito nel 1660.

## Posizione

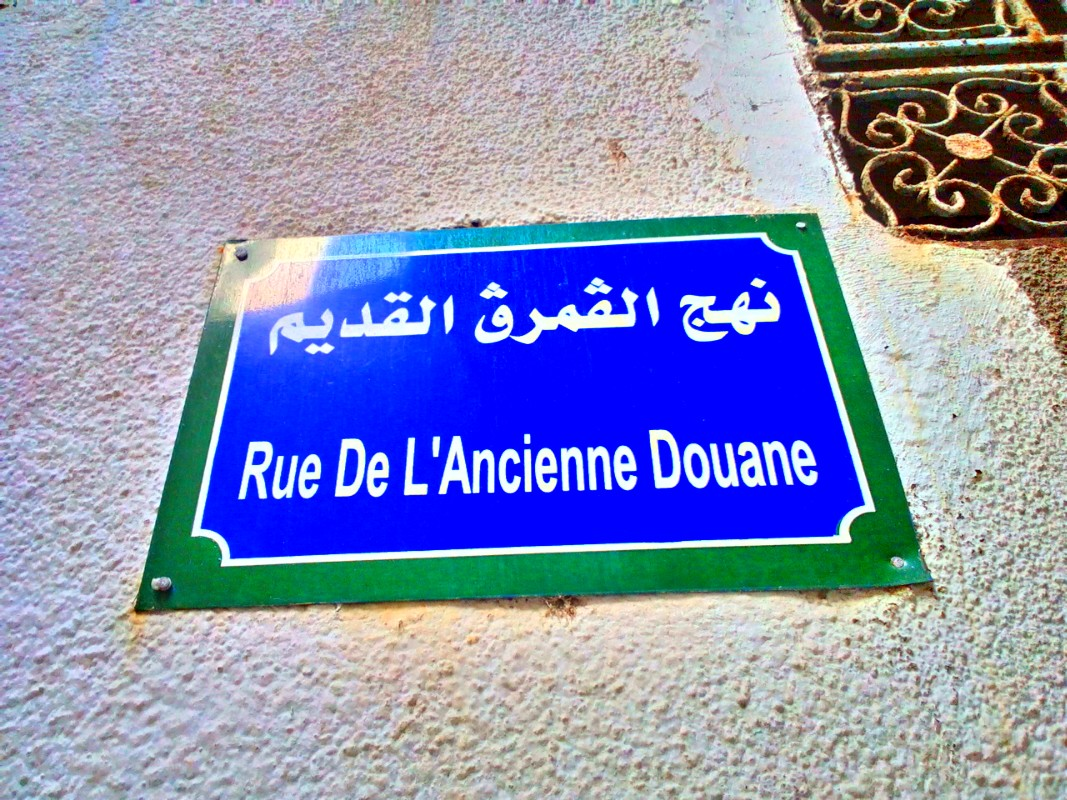
Rue de 'Ancienne Douane.

Sorto intorno alla Place de la Bourse, oggi Place de la Victoire, di fronte a Bab El Bhar, i suoi confini fluttuanti si estendevano alla Rue Sidi Kadous a nord, alla Place de Castille a sud e alla Rue de la Verrerie a ovest.
Sulla piazza si affacciano le case consolari della Svezia (divenuta Hôtel Eymon nel 1875) e del Portogallo, nonché l'ex Fondouk degli Inglesi.
Oltre al fondouk dei Francesi, nei dintorni si possono ancora ammirare le ex case consolari del Granducato di Toscana, del Sacro Romano Impero, di Genova, di Venezia, della Germania e degli Stati Uniti, tutte situate lungo la Rue de l'Ancienne Douane.
L'ex casa consolare dei Paesi Bassi (ex fondaco Nunez-Cardoso) e quelle del Regno delle Due Sicilie e della Sardegna si trovano ancora in rue Zarkoun.
Il consolato spagnolo occupa gli edifici che ospitano la chiesa di Sainte-Croix, mentre il consolato danese si trova negli edifici del circoscrizione municipale della medina di Tunisi.

## Descrizione
Il fondouk è costituito da un cortile centrale attorno al quale sono disposti gli alloggi dei mercanti, i forni per il pane, i magazzini, i punti vendita e la cancelleria. Il console che alloggiava nel fondouk riceveva un reddito dall'affitto, dai magazzini e dalle spese di cancelleria.